# Uxbenka

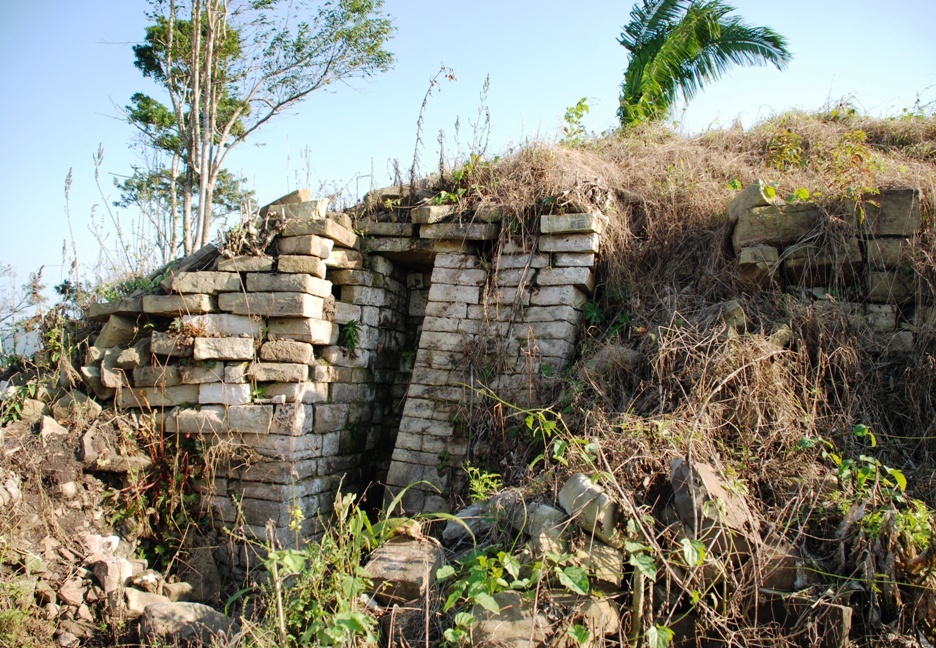
Gruppe B in Uxbenka

Uxbenka (spanische Orthographie: Uxbenká) ist eine archäologische Stätte im Süden von Belize im Distrikt Toledo. Uxbenka war eine Siedlung der präkolumbischen Maya-Zivilisation.

## Geschichte
Die Besiedlung von Uxbenka geschah wahrscheinlich durch Menschen aus dem Petén Basin (Departamento Petén). Man hat sie nach den Funden auf die frühklassische Periode der Mesoamerikanischen Chronologie (ca. 250–500 Unserer Zeitrechnung) datiert, damit handelt es sich neben Nim Li Punit um das früheste bekannte Maya-Staatswesen im südlichen Tiefland von Belize.
Die Funde erstrecken sich über eine Fläche von 40 km². Uxbenka war neben den Ortschaften Nim Li Punit, Lubaantun, Xnaheb und vor allem Pusilha eines der Regionalzentren des heutigen Südbelize, mit bis zu wenigen Hundert Einwohnern war es eines der kleineren unter diesen Regionalzentren.
Um 750 wurde durch Kolonisten aus Uxbenka unweit der Muttersiedlung am Rio Grande der Ableger Lubaantun gegründet. Innerhalb der nächsten 50 Jahre überholte Lubaantun Uxbenka an Größe und Bedeutung und wurde mit bis zu rund 1300 Einwohnern ein mittleres Regionalzentrum im heutigen Südbelize.

## Siedlung
Die Wohngebäude in der Siedlung Uxbenka lagen ziemlich zerstreut. Durch Untersuchungen, die mit Lidar (Light detection and ranging) gemacht wurden, konnte gezeigt werden, dass die Menschen in Uxbenka die Hügelkuppen in der Landschaft sowohl für Gemeinschaftsbauwerke, als auch für Wohngebäude genutzt haben. Die Wohngebäude erstrecken sich über jeweils etwa 3 km vom Zentrum der Anlage her. Zwei sehr große öffentliche Gebäude liegen im Zentrum der Anlage.

## Stelen
Dreizehn Stelen, beziehungsweise Steintafeln, mit Aufzeichnungen der politischen Geschichte wurden in Uxbenka identifiziert. Nur zwei der Stelen stehen noch, die anderen wurden bewegt oder sind umgekippt. Die erhaltenen Stelae sind stark verwittert und ein Großteil der epigraphischen Information ist nicht mehr lesbar. Zu den lesbaren ethnographischen Daten gehören lange Zählungsreihen. Die Entdeckung dieser Aufzeichnungen bestätigt, dass Uxbenka von der frühen klassischen bis zur späten klassischen Periode besiedelt war.
Stela 5:
Stela 5 steht vor der nordöstlichen Ecke der Structure 1. Die Steinmetzarbeiten an dieser Stele sind so verwittert, dass die Archäologen nichts identifizieren konnten.
Stela 6:
Stela 6 wurde direkt vor Structure 1 gefunden. Bei dieser Stele fehlt die obere Hälfte, sie war offenbar abgebrochen. Es wurden Glyphen gefunden, welche auf die späte klassische Periode datiert wurden. Von diesen Glyphen liest sich ein Abschnitt “Hanab Pakal”, was als „Blumen-Schild“ (“flower shield”) übersetzt wurde.
Stela 11:
Diese Stele ist in drei Stücke gebrochen. Sie fand sich kopfüber in der Nordwestecke der Structure 1. Wie bei Stele 6 fehlt bei Stele 11 die obere Hälfte. Sie trägt einige der am besten lesbaren Glyphen in Uxbenka. Archäologen konnten darauf die kompletten Zählungsreihen: “8.18.0.0.” entziffern, was auf die frühe klassische Periode datiert. Zusätzliche lesbare Glyphen auf Stele 11 sind eine Jaguar-Pfote, ähnlich derjenigen auf Stele 39 in Tikal. Die Ikonographie auf Stele 11 zeigt die untere Hälfte eines Individuums, dessen Füße in dieselbe Richtung weisen, sowie einen Balken mit der doppelköpfigen Schlange. Dies deutet ebenfalls auf die frühe klassische Periode. Die Pose stimmt mit anderen Darstellungen der frühen klassischen Ikonographie überein.
Stela 14:
Stele 14 ist nicht nur die größte der Stelen in Uxbenka, sondern auch „das größte Monument in Uxbenka“ (“the tallest monument at Uxbenka”). Die meisten Inschriften auf Stele 14 sind jedoch erodiert. Trotzdem können schwache Umrisse eines großen witz monster der späten klassischen Periode ausgemacht werden.
Stela 15:
Stele 15 wurde in zwei Stücken vor Structure 3 aufgefunden. Lesbare Inschriften auf dieser Stele umfassen die introductory series initial glyph (Initialserie) „ISIG“ und ein Datum der Zählung „9.17.10.0.0“, somit 28. November 780 A.D.
Stela 18:
Diese Stele wurde mit der Schauseite auf dem Boden östlich von Structure 7 entdeckt. Auch wenn sie teilweise verwittert ist, lässt sich die Ikonographie auf Stele 18 als Bildnis eines Herrschers der frühen klassischen Periode interpretieren. Schwache Umrisse von Inschriften sind noch erkennbar, allerdings nicht mehr lesbar.
Stela 19:
Stele 19 wurde westlich der zentralen Treppe gefunden, welche zum Stelen-Platz (Stelae Plaza) führt. Inschriften auf dieser Stele sind verhältnismäßig gut erhalten. 35 Glyphen sind lesbar. Eine Zählungssequenz und eine Initialserie (ISIG) wurden identifiziert. Die Zählung weist auf „9.17.11“ oder 782 A.D.
Stela 21:
Ursprünglich wurde nur die linke Hälfte der Stele 21 gefunden. Sie lag vor Structure 1 und nahe bei Stela 11. Eine Überblicksgrabung des Maya Mountains Archaeological Project entdeckte die rechte Hälfte von Stele 21 in einer Plünderungsgrube (looter’s pit) vor Stele 15. Ähnlich wie Stele 11 und Stele 18 zeigt Stele 21 die Darstellung eines Herrschers der frühen klassischen Periode mit einem Balken mit einer doppelköpfigen Schlange.
Stela 22:
Stele 22 wurde begraben unter Stele 13 gefunden. Sechs stark verwitterte Glyphen sind auf einer Seite dieser Stele erkennbar. Eine lesbare “Haab”-Glyphe könnte auf das Datum 751 A.D. hindeuten.

## Landwirtschaft
Archäologische Forschung hat gezeigt, dass die Böden um Uxbenka hohe Konzentrationen an Nährstoffen aufweisen, wodurch das Gebiet günstig für Ackerbau war. Techniken der Brandrodung (Slash-and-burn) und Milpa wurden von den Bewohnern von Uxbenka genutzt, zusammen mit Bodenschutzmaßnahmen (soil management) wie Terrassierung.